# Fleur de Marie (Curaçao)

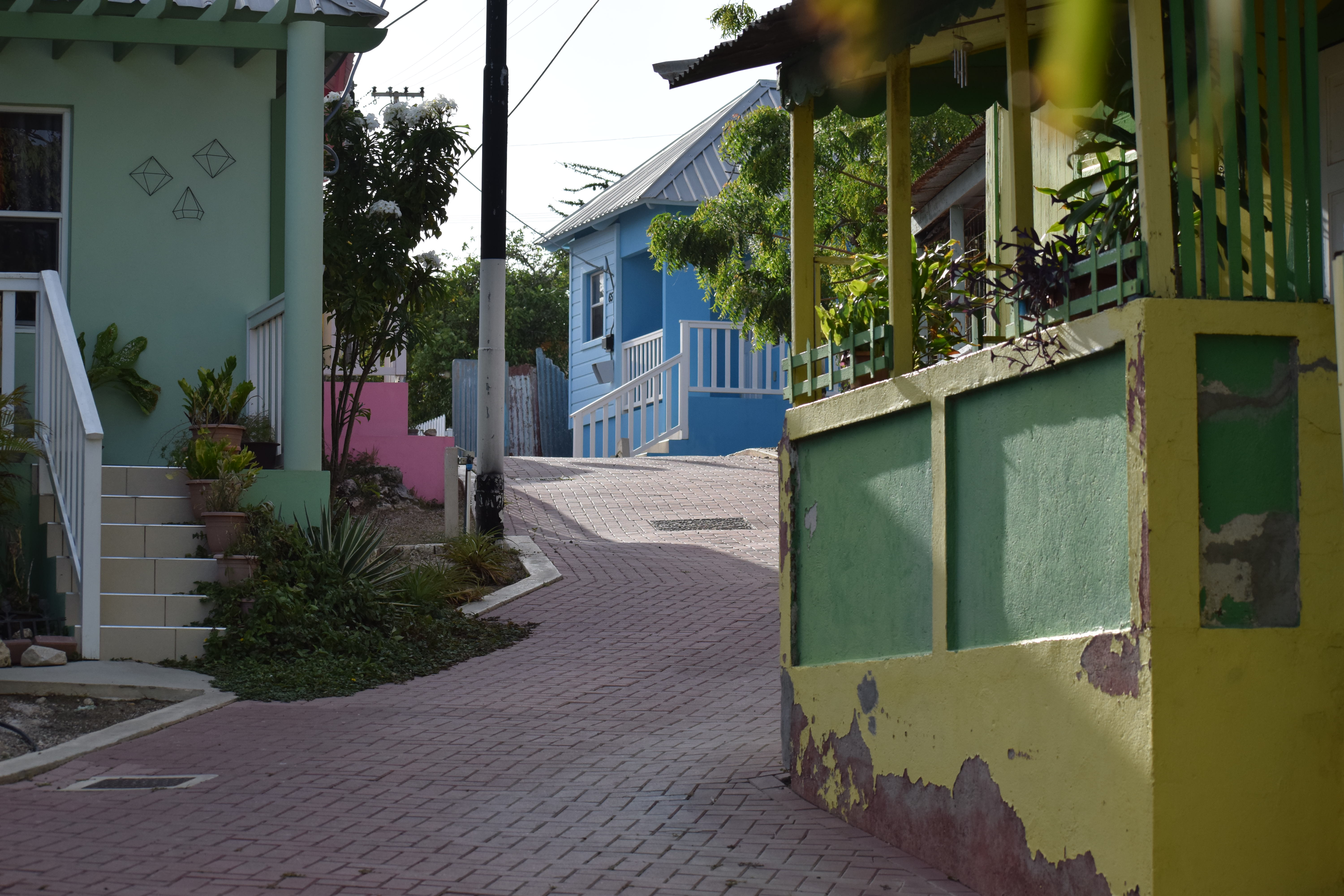
Straat in Fleur de Marie

Fleur de Marie is een buurt in Willemstad. De buurt ligt op een rotsachtige helling ten noordwesten van Scharloo.
Buurtbewoners geven aan dat de buurt vernoemd is naar een Franse dame.
In Fleur de Marie zijn de volgende straten met een officiële naam: Bargestraat, Fort Nassauweg en Presidente Romulo Betancourt Bulevar.

## Geschiedenis
Met de komst van de Curaçaosche Petroleum Maatschappij (CPM) in 1915 ontstond er een behoefte aan volksbuurten dicht bij de olieraffinaderij. De buurten werden gebouwd en bewoond door arbeiders die in de olie-industrie werkten en eveneens door de kleine stadsarbeider. 

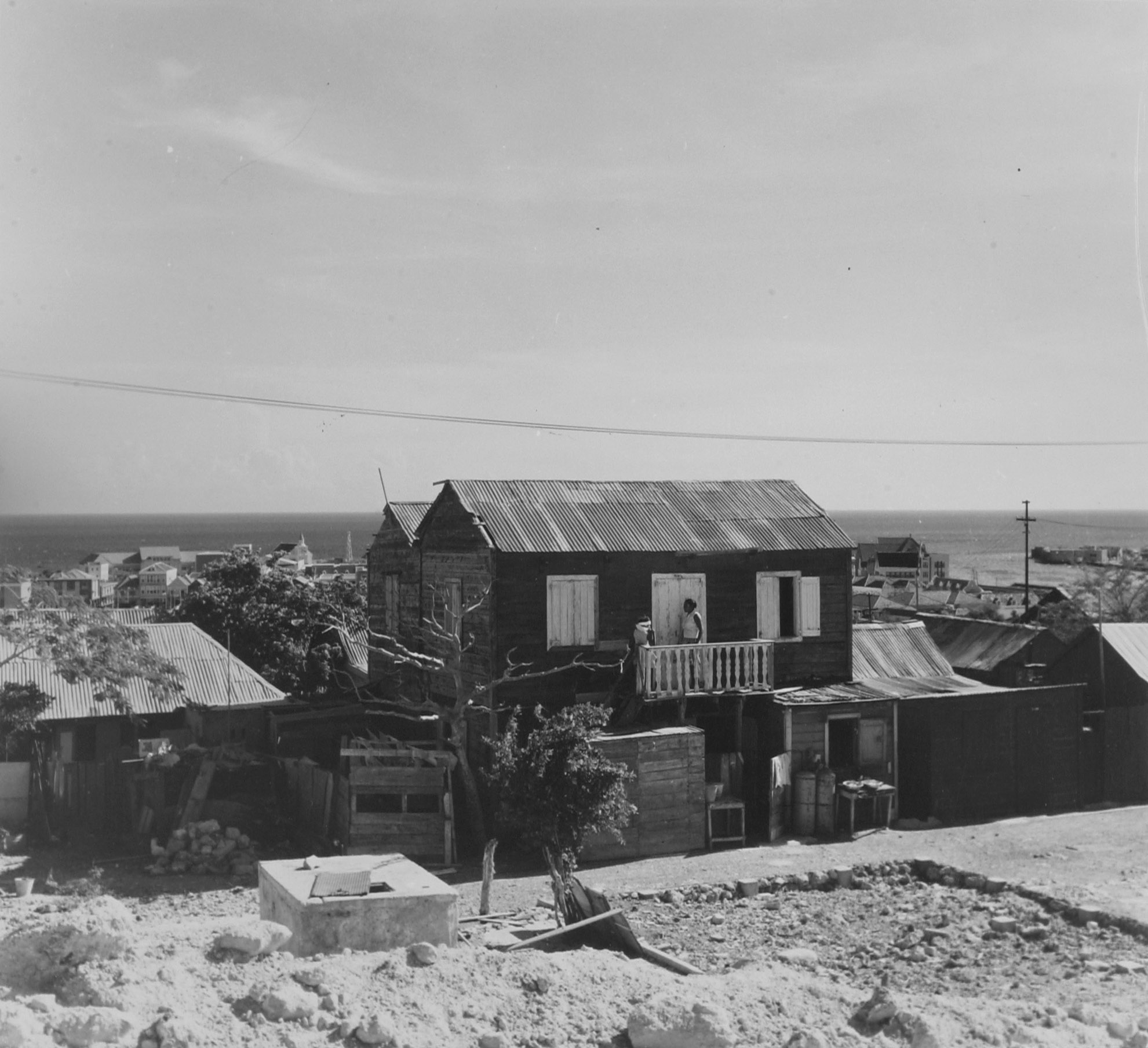
Het deel van Fleur de Marie dat moest wijken voor de aanleg van de oprit van de Julianabrug (1964).

 Door de aanleg van de oprit naar de Julianabrug is later het grootste deel van de bebouwing in Fleur de Marie verdwenen. Van de oorspronkelijke bebouwing is na de aanleg nog slechts een kwart overgebleven.
Sinds het jaar 2000 staat Fleur de Marie op de lijst van wijken die de overheid nieuw leven wil inblazen. De wijk kreeg een park, grote muurschilderingen, er kwamen meer kantoren en sociale activiteiten zoals een buurtkeuken.